# اوگن اوئما
اوگن اوئما (استونیایی: Eugen Uuemaa; ۱۴ ژوئیهٔ ۱۹۰۳ – ۲۵ ژوئیهٔ ۱۹۴۱) ورزشکار دهگانه اهل استونی بود.
وی در مسابقات دهگانه بازی‌های المپیک تابستانی ۱۹۲۴ شرکت کرده و در رده شانزدهم قرار گرفته بود. اوئما در زمان جنگ جهانی دوم توسط شوروی ها اعدام شد.